# 공군물자사령부 (미국)
공군물자사령부(Air Force Materiel Command (AFMC))는 오하이오주 데이턴에 있는 라이트-패터슨 공군기지에 본부를 두고 있는 미국 공군의 군수를 총괄하는 주요사령부(MAJCOM)이다.

## 역사

### 설립
공군물자사령부 (AFMC)는 1992년 7월 1일에 냉전 이후, USAF가 광범위 재조직화의 결과로 공군군수사령부(AFLC)와 공군체계사령부(AFSC)가 단일 주요사령부로 병합하여 설립되었다. AFMC가 설립된 이후, 사령부의 기반이 기지재조정폐쇄 (BRAC) 실행에 따라 매우 줄어들었다. BRAC의 감독에 따라텍사스주의 켈리 공군기지의 샌안토니오 공군군수원의 사유화와 독립 시설인 켈리 공군기지의 폐쇄를 이끌어 낸 것을 포함해, 랙랜드 공군기지에 이웃한 활주로와 남은 군사 비행항로지역를 켈리 보조비행장으로 지정하였다. 맥클레랜 공군기지의 세크라멘토 공군 군수원는 완전히 폐쇄되고 사유화되었다. 새크라멘토 해안경비대 항공기지와 공군 모집근무대의 제364모집대대(364th Recruiting Squadron)를 빼고 완전히 민영 공항이 되었다.

### 2012-2015년 재조직화
2012년의 주요 재조직화는 5개 가량의 새로운 센터가 조직되었다. 그 중에, 팅커 공군기지의 공군지원센터는 같은 곳의 오클라호마 공군군수원, 힐 공군기지의 오그던 공군군수원, 로빈스 공군기지의 워너 로빈스 공군군수원를 감독할 수 있다. 센터는 창정비, 보급연쇄관리 시설지원을 제공한다. 2015년에, 사령부는 6번째 센터인 공군시설 및 임무지원센터를 공식적으로 활성화하여, 시설 및 임무 지원을 중앙집중화된 관리를 할 수 있게 되었다.. 센터는 텍사스주 샌안토니오 합동기지에 있다.

## 조직

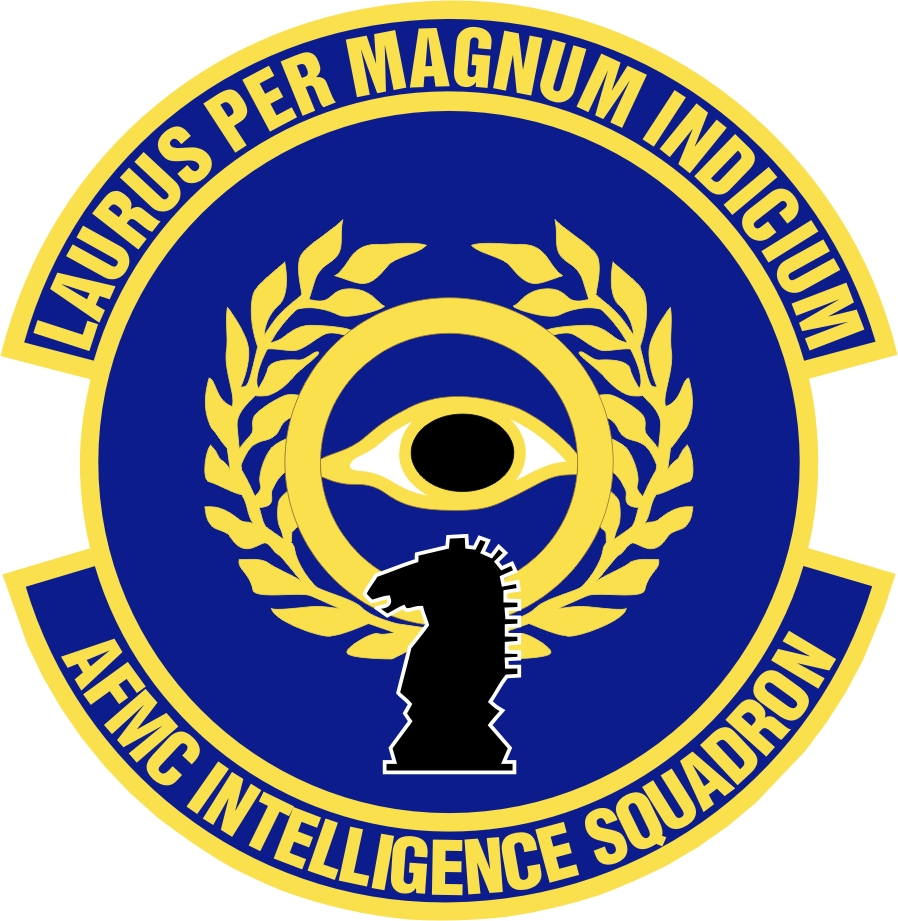
공군물자사령부 직할 첩보대대의 문장

### 현재

#### 센터
- 공군시설임무지원센터 - 랜돌프 공군기지
- 공군생명주기관리원 - 라이트-패터슨 공군기지
- 공군핵무기센터 - 커클랜드 공군기지
- 공군연구실험센터 - 라이트-패터슨 공군기지
- 공군지원센터 - 오클라호마주 팅커 공군기지
- 공군실험센터 - 에드워드스 공군기지
- 미국 공군 국립박물관 - 오하이오주 라이트-패터슨 공군기지

#### Offices
- AFMC 법률사무실; 1992년 7월 1일 ~ 현재
- AFMC 군수지원실; 1994년 10월 1일 ~ 현재
- AFMC 작전실; 1994년 10월 1일 ~ 현재

### 과거

#### 군악대
- Air Force Band of Flight→공군비행군악대 (이후, 미국 공군 비행 군악대); 1992년 월 일 ~ 2013년 6월 14일

#### 기관
- 공군 시설계약청 (옛 Enterprise Sourcing Group→기획소싱전대); 2010년 10월 28일 ~ 2013년 10월 1일; 2014년 10월 1일 ~ 2015년 4월 6일

#### Activities
- 공군포장평가처; 1992년 7월 1일 ~ 1994년 10월 1일
- 공군서비스처: 2014년 12월 15일 ~ 2015년 4월 6일

#### 센터
- 항공체계센터; 1992년 7월 1일 ~ 2012년 10월 1일
- 항공우주유도 및 기상센터; 1992년 7월 1일 ~ 1996년 9월 30일
- 공군토목기술센터: 2014년 10월 1일 ~ 2015년 4월 6일
- 공군 개발시험센터 (이후, 항공무장센터); 1992년 7월 1일 ~ 2012년 10월 1일
- 공군재정근무센터: 2014년 10월 1일 ~ 2015년 4월 6일
- 공군지구군수지원센터; 2008년 3월 28일 ~ 2012년 10월 1일
- 공군안보원조센터; 1992년 7월 1일 ~ 2012년 10월 1일
- 공군경비대센터: 2014년 10월 1일 ~ 2015년 4월 6일
- 아놀드 기술개발센터 (이후, 아놀드 기술개발단지); 1992년 7월 1일 ~ 2012년 10월 1일
- 분류화 및 표준화센터; 1992년 7월 1일 ~ 1998년 9월 30일
- 지원가능성 및 기술삽입; 1992년 7월 1일 ~ 1993년 5월 31일
- 전자체계센터; 1992년 7월 1일 ~ 2012년 10월 1일
- 인간체계센터 (이후, 제311인간체계단); 1992년 7월 1일 ~ 1998년 10월 1일
- 합동군수체계센터; 1992년 7월 1일 ~ 1999년 4월 30일
- 물자체계센터; 1992년 7월 1일 ~ 1994년 1월 1일
- 오그던 항공군수원 (이후, 오그덴 항공군수단지); 1992년 7월 1일 ~ 2012년 10월 1일
- 오클라호마시 항공군수원 (이후, 오클라호마시 항공군수단지); 1992년 7월 1일 ~ 2012년 10월 1일
- 세크라멘토 항공군수원; 1992년 7월 1일 ~ 2001년 7월 13일
- 샌안토니오 항공군수원; 1992년 7월 1일 ~ 2001년 7월 13일
- 우주미사일체계센터; 1992년 7월 1일 ~ 2001년 10월 1일

#### Offices
- 공군전자전투실; 1992년 7월 1일 ~ 1993년 5월 31일
- 항공우주연구실 (이후, AFMC 항공우주연구사무국); 1992년 7월 1일 ~ 2014년 10월 1일
- AFMC 컴퓨터체계실; 1994년 10월 1일 ~ 2013년 7월 25일
- AFMC 계약실; 1994년 10월 1일 ~ 2000년 4월 14일
- AFMC 관리기술실 (이후, AFMC 품질 밒 관리혁신; AFMC 전력 및 혁신); 1994년 10월 1일 ~ 2000년 10월 1일
- AFMC 연구분석실; 1995년 8월 1일 ~ 2000년 10월 1일
- AFMC 기술전환실: 1994년 10월 1일 ~ 1997년 10월 31일
- 공군 과학적연구사무실 (이후의 공군 연구실험실); 1992년 7월 1일 ~ 1997년 4월 8일

#### Wing
- 제377항공기지단; 2004년 5월 3일 ~ 2006년 3월 31일

#### Group
- 합동창정비분석전대(JDMAG); 1994년 10월 1일 ~ 2012 년 7월 16일

#### Squadrons
- 제615특화된임무대대; 1992년 7월 1일 ~ 1994년 10월 1일
- AFMC 토목공사 (이후 AFMC 토목공사사무국); 1994년 10월 1일 ~ 2013년 7월 25일
- AFMC 정보대대 (이후, 제21정보); 2007년 9월 13일 ~ 2012년 10월 9일

## 기록

### 계보
- 1992년 7월 1일, Air Force Materiel Command→공군물자사령부로서 설립되어 소집됨.

### 소속
1. 미국 공군 본부, 1992년 7월 1일

### 기지
1. 라이트-패터슨 공군기지, 1992년 7월 1일 ~

### 표창
- 공군 최고조직표창(영어판):

1. 1992년 7월 1일 ~  1994년 6월 30일
2. 1994년 7월 1일 ~  1996년 6월 30일
3. 1998년 5월 1일 ~  2000년 4월 30일
4. 2001년 8월 1일 ~  2003년 7월 31일
5. 2003년 8월 1일 ~  2005년 7월 31일
6. 2005년 8월 1일 ~  2007년 7월 31일
7. 2008년 1월 1일 ~  2009년 12월 31일
8. 2011년 6월 1일 ~  2012년 12월 31일
9. 2014년 1월 1일 ~  2015년 12월 31일

## 같이 보기
각 군별 대응 기관
- 육군물자사령부 (미국)
- 미국 해군 체계사령부
- 해병대 체계사령부
- 우주체계사령부

## 참고
- “Air Force Materiel Command (USAF)” (영어). Air Force Historical Research Agency. 2023년 8월 25일에 확인함.
- “Air Force Materiel Command History” (영어). Air Force Materiel Command Public affair office. 2023년 8월 27일에 확인함.